# Фомин, Владимир Васильевич (футболист)
Владимир Васильевич Фомин (1902, Харьков — 1942, там же) — советский футболист, правый и центральный полузащитник. Заслуженный мастер спорта СССР (1936).
Старший из трех братьев Фоминых (Константин и Николай).
Начал играть в 1913 в Харькове в юношеской команде «Штандарт».
Выступал в «Штандарте» — 1917-20, ОЛС — 1921-22, «КФК» — 1923-25, Октябрьской революции клубе (ОРК) — 1926-27, «Динамо» (все — Харьков) — 1928-36.
В сборной Харькова — 1923-35, Украины — 1924-35.
Чемпион СССР 1924; 2-й призёр чемпионата (и Всесоюзной Спартакиады) 1928; 3-й призёр 1935; участник чемпионата 1931 (в них — 9 матчей, 1 гол).
Чемпион УССР 1923, 1924, 1927, 1928, 1932 и 1934.
Капитан сборной Харькова — 1928-33 и «Динамо» (Харьков) — 1928-36.
Входил в сб. СССР в 1926-27. Участник поездок в Германию, Австрию, Латвию. Капитан сборной Харькова в поездке в Германию в 1925. Участник матчей со сборной клубов Турции в 1931 и 1934, победного матча сборной Украины с «Ред стар» (Париж, Франция) в 1935.
В «44-х» и «33-х» (журнал «ФиС»)— № 3 (1928) и № 1 (1930).
Вошёл в символическую сборную Харькова за 70 лет (1978).
Один из самых техничных футболистов 1920-х-30-х. Подвижный и работоспособный, умело вёл командную игру, отличался большим диапазоном действий. Отлично владел обводкой с использованием разнообразных финтов, обладал хорошо поставленным ударом с обеих ног, чисто играл в отборе мяча.
Главный тренер «Динамо» (Киев) — 1938, «Динамо» (Харьков) — 1937, 1939-41.
Расстрелян немецкими войсками весной 1942 за укрывательство еврея во время Великой Отечественной войны.